# Bell 309 KingCobra
Le Bell Model 309 KingCobra était un hélicoptère d'attaque expérimental dérivé du Bell AH-1 Cobra, développé par l'hélicoptériste américain Bell Helicopter Company à la fin des années 1960 pour la US Army. Il ne fut pas sélectionné et ne fut jamais produit en série.

## Conception et développement

### Contexte
L'AH-1 Cobra fut développé au milieu des années 1960 comme « canonnière » volante (désignés « hélicoptères gunship » en anglais) temporaire pour la US Army, alors engagée au Viêt Nam. Le Cobra partageait de nombreux éléments avec l'hélicoptère dont il était dérivé, le Huey : la transmission, le rotor et le turbomoteur Lycoming T53, ces éléments ayant été largement éprouvés et donc gage de fiabilité pour une utilisation au combat.
En juin 1967, les premiers AH-1G HueyCobra étaient livrés. Initialement désignés UH-1H, ils reçurent rapidement un « A » pour « Attack » (« attaque »), puis, quand la version améliorée UH-1D devint l'UH-1H, le HueyCobra reçut la désignation AH-1G. Bell produisit 1 116 AH-1G pour la US Army entre 1967 et 1973, ceux-ci accumulant plus d'un million d'heures d'activité opérationnelle au Viêt Nam.
La US Army avait acheté l'AH-1G comme « solution temporaire » pour le rôle de « combat de jungle », mais sa plus grande inquiétude concernait la protection de l'Europe de l'Ouest contre les hordes de blindés des pays du Pacte de Varsovie, pouvant potentiellement arriver depuis l'Est,.
L'Army avait lancé le programme Advanced Aerial Fire Support System (AAFSS) devant permettre le développement du Lockheed AH-56 Cheyenne pour les missions de gunship antichar, mais le développement de dernier ne se déroula pas sans difficulté, ce qui, comme un auteur l'écrivit « commença à attirer les vautours » (« the vultures began to gather »), avec des constructeurs comme Bell et Sikorsky tentant de placer des ventes pour des alternatives non désirées à la US army. La proposition de Sikorsky fut le S-67 Blackhawk, un gunship élancé qui malgré son nom n'avait que peu de rapport avec le transport utilitaire UH-60 Black Hawk sorti plus tard, tandis que Bell proposa un HueyCobra amélioré, le Model 309 KingCobra.

### ProgrammeKingCobra
Bell lança le programme KingCobra en janvier 1971. Bell ne dévoila officiellement le programme que le 28 septembre 1971. Deux prototypes furent construits : un (c/n 2503, immatriculé N309J) équipé du groupe propulseur à double turbomoteurs Pratt & Whitney Canada T400-CP-400 Twin Pac, très similaire à celui utilisé sur l'AH-1J mais équipé d'une mécanique renforcée lui permettant de fonctionner à pleine puissance à 1 800 ch (1 340 kW), tandis que le deuxième exemplaire était un monomoteur équipé du Lycoming T55-L-7C du Bell 211 mais dont la puissance fut réduite à seulement 2 000 ch (1 490 kW),.
Le KingCobra bimoteur effectua son premier vol le 10 septembre 1971, entre les mains du pilote Gene Colvin. Il ressemblait beaucoup à un AH-1J, à l'exception d'un nez plus long assez caractéristique et d'une dérive ventrale semblable à celle ayant équipé le démonstrateur Model 209 original. Il y avait toutefois des modifications significatives, bien que moins faciles à déceler :
- La cellule avait été renforcée, ainsi que la poutre arrière[4], faisant du KingCobra un appareil 1,09 m plus long que l'AH-1G ;
- Un nouveau rotor avait été installé, équipé d'extrémités en flèche inversée et d'un diamètre de 15 m, comparé aux 13 m de diamètre de celui de l'AH-1G. Les nouvelles pales augmentaient la portance et réduisaient le bruit produit[4] ;
- L'appareil recevait un tambour à munitions plus grand pour le canon de 20 mm, dérivé de celui du F-111, ce qui nécessita la conception d'un fuselage plus volumineux[5] ;
- Le KingCobra reçut enfin un bloc de capteurs optiques adaptés au combat de nuit et par mauvais temps, installé sous le nez allongé de l'appareil. Ce système, le Stabilized Multisensor Sight (SMS), était dérivé de la technologie qui avait été développée pour l'AH-56 Cheyenne, et comportait un FLIR FL-33[2], des caméras à faible niveau de lumière (Low-Light TV, LLTV), un télémètre laser et un système de guidage de missiles. Le système SMS pouvait produire des images soit sur la visée de l'opérateur des systèmes d'armes, soit sur le collimateur tête haute (HUD) du pilote. Le pilote avait sa propre caméra LLTV, installée à l'avant du carénage de rotor, lui permettant de voler pendant que le canonnier cherchait des cibles[3].

Une nouvelle avionique fut installée, comprenant un système de navigation inertielle Litton qui pouvait garder en mémoire seize points de navigation différents préprogrammés, un altimètre radar APN-198 disposant d'un système d'alerte de proximité sol, et d'autres équipements améliorés de navigation et de communications.
L'arme principale du KingCobra devait être le nouveau missile antichar filoguidé TOW, qui avait démontré d'excellentes capacités lors de tests effectués à partir de Hueys au Viêt Nam. Cette arme pouvait être emportée par groupes de quatre missiles, avec un bloc sous chaque moignon d'aile, pour un total de huit missiles. Lors du lancement, le TOW déroulait derrière lui une bobine de câbles fins lui permettant de recevoir les mises à jour provenant du système de guidage. Le missile disposait de deux générateurs infrarouges pyrotechniques (flares, ressemblant à de petites fusées éclairantes) dans ses dérives, ce qui permettait au SMS de le suivre. Le canonnier n'avait qu'à garder la cible en vue, et le système de contrôle de tir ajustait la trajectoire du missile en conséquence. Le canonnier et le pilote disposaient tous deux de viseurs de casque Sperry Univac, ce qui leur permettait de pouvoir acquérir en même temps des cibles pour les missiles et le canon du KingCobra. Outre les TOW, le Model 309 était équipé d'un canon Gatling M197 à trois tubes de 20 mm alimenté par 1 345 obus — pouvant être remplacé par un M140 de 30 mm avec 1 000 obus —, et pouvait emporter deux paniers de 19 roquettes de 70 mm.
Une aile de dimensions plus importantes, dite « big wing » et ayant une envergure de 4 m, fut conçue pour le KingCobra, mais elle ne fut apparemment jamais installée sur l'appareil, à l'exception d'un emploi comme maquette statique. La big wing avait pour but d'ajouter des points d'emport pour de l'armement ou des réservoirs en bout d'ailes.

### Essais en vol et évaluations
L'exemplaire monomoteur du KingCobra réalisa son premier vol en janvier 1972. En dehors de sa configuration monomoteur, il était presque identique à l'exemplaire bimoteur du KingCobra. Il se trouva que le prototype monomoteur fut détruit dans un accident le 11 avril et, afin de terminer l'évaluation par la US Army, l'exemplaire bimoteur restant fut modifié pour être configuré en appareil monomoteur. L'évaluation, qui plaça le KingCobra face au Cheyenne et au S-67 lors d'essais en vol intenses, débuta au printemps 1972 et fut achevé en juillet. 
En août, à la surprise générale, la US Army rejeta les trois projets,.

### Héritage
Beaucoup des capteurs et sous-systèmes utilisés sur le 309 étaient des années en avance sur leur époque. Les évolutions du Cobra après les versions AH-1G et AH-1J furent en fait étroitement liées aux nombreuses avancées technologiques et techniques mises en place pour le développement du Model 309.
Basé sur les Model 309 et AH-1 Cobra, Bell conçut un nouveau prototype d'hélicoptère d'attaque, le Bell YAH-63/Model 409 (en) pour la compétition Advanced Attack Helicopter (AAH), débutant en 1972. Le Model 409 perdit toutefois face au Model 77/YAH-64 de Hughes Helicopters — le futur Apache — en 1976.

## Versions
- Model 249 : version expérimentale, dotée d'un rotor principal à quatre pales[2] ;
- Model 309 KingCobra : Deux prototypes
  - Un bimoteur propulsé par deux turbomoteurs Pratt & Whitney Canada T400-CP-400 Twin Pac. Il s'est écrasé pendant un vol d'essais ;
  - Un monomoteur propulsé par un turbomoteur Lycoming T55-L-7C. Cet appareil a été reconverti en monomoteur à la suite de la destruction de l'autre prototype lors des essais.

## Exemplaire survivant
Le prototype restant du Model 309 est en stockage au United States Army Aviation Museum, situé à Fort Rucker près de Daleville, dans l'Alabama.

## Spécifications techniques
Données de Verier 1990, Bishop 2006
Caractéristiques générales
- Équipage : 2 (pilote et opérateur armements)
- Longueur : 

  - Totale : 18,06 m
  - Fuselage seul : 15,16 m
- Diamètre rotor principal : 15 m
- Hauteur : 4,67 m
- Surface du rotor principal : 176,71 m2
- Masse à vide : 4 049 kg (8 926 lb)
- Masse maximale au décollage : 6 804 kg (15 000 lb)
- Groupe propulseur :

  - 1 Pratt & Whitney Canada T400-CP-400 Twin Pac (2 turbomoteurs) de 1 340 kW (1 800 ch)
ou
  - 1 turbomoteur Lycoming T55-L-7C de 1 490 kW (2 000 ch)

 Performances 
- Vitesse à ne jamais dépasser : 370 km/h (200 kts)
- Vitesse maximale : 294 km/h (159 kts)

Armement

- Canons : 1 × canon Gatling M197 à trois tubes de 20 mm alimenté par 1 345 obus sous le nez (pouvant être remplacé par un M140 de 30 mm avec 1 000 obus)
- Roquettes : 7 ou 9 roquettes de 70 mm FFAR installées dans des tubes lanceurs sous les moignons d'ailes
- Missiles : 4 ou 8 missiles antichar TOW, montés par grappes sous des points d'emport sous les moignons d'ailes